# Viciîni, Rojîșce
Viciîni (în ucraineană Вічині) este o comună în raionul Rojîșce, regiunea Volînia, Ucraina, formată numai din satul de reședință.

## Demografie
Componența lingvistică a satului Viciîni
     Ucraineană (98,95%)
     Rusă (1,05%)
Conform recensământului din 2001, majoritatea populației satului Viciîni era vorbitoare de ucraineană (98,95%), existând în minoritate și vorbitori de rusă (1,05%).